# Dorfkirche Mellnsdorf

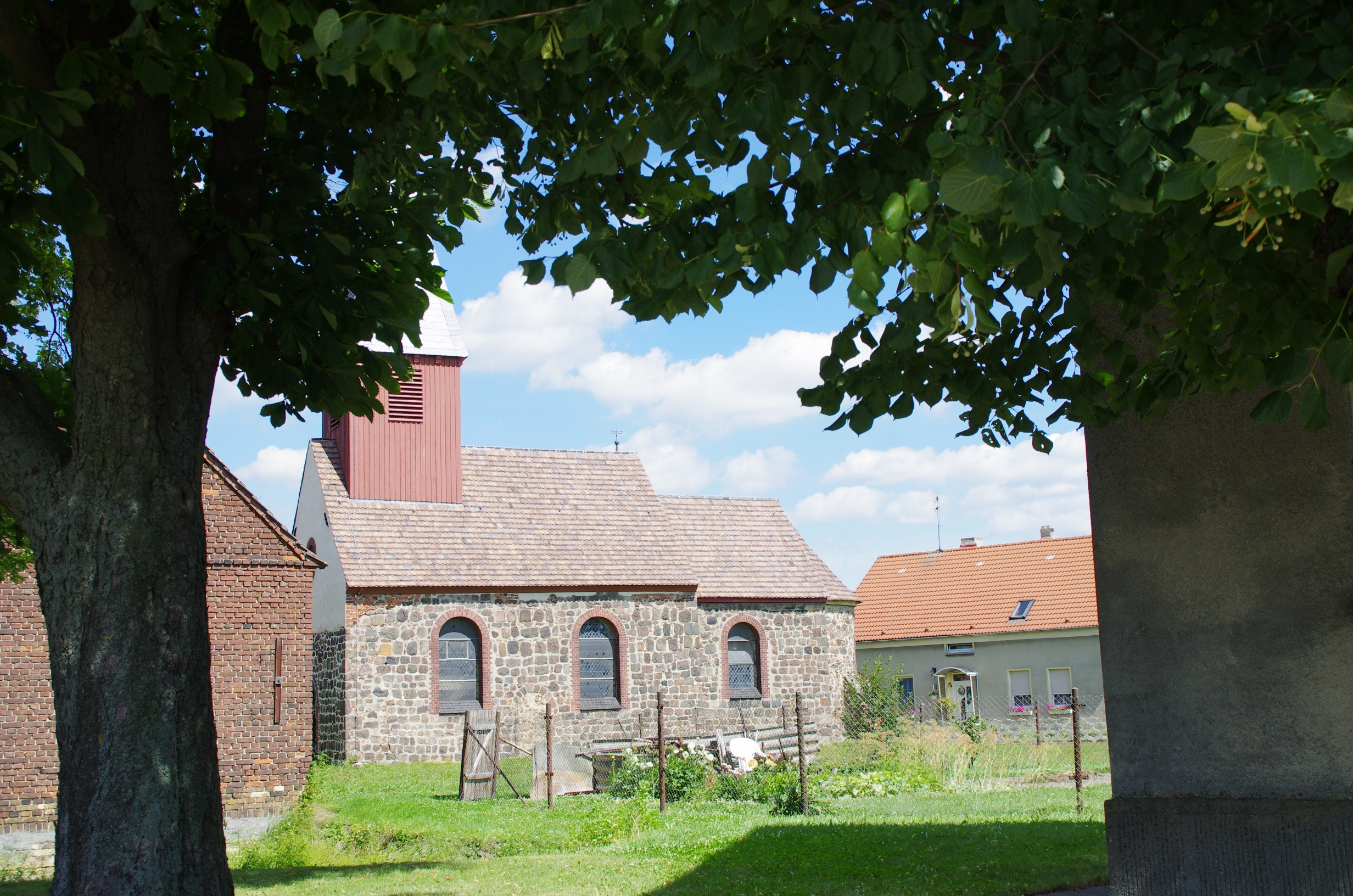
Die Kirche in Mellnsdorf von Süden

Die Dorfkirche Mellnsdorf befindet sich im Ortsteil Mellnsdorf in der Gemeinde Niedergörsdorf im Landkreis Teltow-Fläming in Brandenburg. Die Kirche steht unter Denkmalschutz. Die Kirche liegt im südlichen Teil des Dorfes. Seit dem Spätmittelalter ist die Kirche als Tochterkirche von Blönsdorf belegt.

## Die Kirche
Die evangelische Kirche wurde wohl in der ersten Hälfte des 13. Jahrhunderts erbaut, also noch zur Zeit der Spätromanik. Es ist ein Saalbau aus Feldstein mit einem quadratischen Chor und einer, wenn auch geringen Einziehung, halbrunden Apsis. Die Feldsteine sind bearbeitet worden, trotzdem wurden sie unregelmäßig gesetzt. Der Dachturm ist aus Holz und befindet sich auf der Westseite der Kirche. An beiden Seiten der Kirche befinden sich zugemauerte Portale, die Priesterpforte an der Nordseite des Chores ist ebenfalls zugemauert. Die Portale, aber auch die Fenster, sind mit Rundbögen geschlossen.
Veränderungen im Mittelalter sind nicht dokumentiert. Eine große Renovierung wurde von 1891 bis 1892 durchgeführt. Bei dieser Renovierung erhielten die Rundbogenfenster Ziegellaibungen, und der Westgiebel wurde aus Ziegel neu gemauert. In diese Zeit fällt auch die Errichtung des Westturmes aus Fachwerk, der Turm ist verbrettert. Der Turm hat ein Zeltdach und ist mit Schiefer gedeckt. Auch das Innere wurde neu gestaltet. So wurden eine Empore, ein Pfarrerstuhl und das zweigeteilte Gemeindegestühl eingebaut. Das Innere wurde nochmals von 1928 bis 1929 renoviert, dabei wurde die Kirche innen neu ausgemalt. Auffällig sind die Glasmalereien aus dem Jahr 1892 in der Apsis.
Im Inneren befindet sich ein Altarblock aus der ersten Hälfte des 13. Jahrhunderts. Die Mensa des Altars wurde 1892 als Deckplatte genutzt, der Unterbau wurde neu errichtet. Die Deckplatte enthält Ritzzeichen und Weihekreuze, der Altaraufsatz besteht aus Holz. Die Taufe ist ebenfalls aus dem Jahr 1892. Es ist eine Terrakottaarbeit der Firma March aus Berlin-Charlottenburg. Die Kanzel wurde vom Tischler Unger aus Zahna im Jahre 1892 erstellt. Sie hat einen polygonalen Korb und eine achteckige Stütze. Das Orgelprospekt stammt aus dem Ende des 19. Jahrhunderts. Die Glocke im Dachturm wurde um 1400 gegossen.